# Gilberto Echeverri Mejía
Gilberto Ignacio Echeverri Mejía (Rionegro, 31 de julio de 1936 - Urrao, 5 de mayo de 2003) fue un empresario, ingeniero y político colombiano. Fue secuestrado y asesinado por la guerrilla de las Fuerzas Armadas Revolucionarias de Colombia - Ejército del Pueblo (FARC-EP).

## Biografía
Echeverri era ingeniero electricista graduado de la Universidad Pontificia Bolivariana de Medellín, realizando estudios posteriores en Estados Unidos y Japón, se dedicó durante años a la industria, caracterizado por su talante social y su militancia en el Partido Liberal. Era hermano menor del médico y político Hernando Echeverri Mejía, candidato a las elecciones presidenciales de 1974. Estuvo casado, desde 1962 hasta su muerte, con Marta Inés Pérez Mejía, con quien procreó tres hijos:  Lina María, Jorge Ignacio y Carlos Arturo.
Entre 1975 y 1977 se desempeñó como embajador en Ecuador, posteriormente fue director del SENA y en 1978 fue nombrado ministro de Desarrollo, cargo que ocupó durante todo el gobierno de Julio César Turbay. También fue gobernador de Antioquia entre 1990 y 1991 y ministro de Defensa del gobierno de Ernesto Samper Pizano, de 1997 a 1998. Destacado como gestor de paz durante su carrera pública, en 2001 fue designado asesor de paz por el gobernador Guillermo Gaviria Correa.

## Secuestro y muerte
El 21 de abril de 2002, durante una marcha simbólica por la No Violencia hacia el municipio de Caicedo, occidente de Antioquia, fue secuestrado junto a Guillermo Gaviria Correa por guerrilleros del Frente 34 de las Fuerzas Armadas Revolucionarias de Colombia - Ejército del Pueblo (FARC-EP). Se desata entonces un movimiento nacional e internacional exigiendo la liberación de los dos dirigentes políticos, sin embargo, poco más de un año después, el 5 de mayo de 2003, Gaviria, Echeverri y ocho militares, con quienes compartían cautiverio, fueron asesinados con ráfagas de fusil y tiros de gracia por sus secuestradores, durante un fallido operativo de rescate por parte de fuerzas especiales del Ejército. Los hechos ocurrieron en el corregimiento de Mandé, del municipio de Urrao, al suroeste de Antioquia, en una zona rural y selvática, limítrofe con el departamento del Chocó.
Aicardo de Jesús Agudelo, alias 'El Paisa', jefe del Frente 34 de las FARC-EP, fue quien ordenó el secuestro y posterior asesinato del gobernador Gaviria, del exministro Echeverri y de ocho de los once militares con quienes los políticos se encontraban secuestrados en un campamento guerrillero que 'El Paisa' dirigía, en los límites entre Antioquia y Chocó. El guerrillero había estado preso en la cárcel de Bellavista de 1996 a 1997 por el delito de rebelión. Fue dejado en libertad por ausencia de antecedentes y requerimientos pendientes. 'El Paisa' murió abatido en una operación coordinada entre el ejército y la policía en septiembre de 2008.

## Homenajes
- El Auditorio Gilberto Echeverri Mejía Es el nombre oficial del auditorio central del Tecnológico de Antioquia - Institución Universitaria en la sede principal, ubicada en Robledo, en Medellín.

- El Curso Militar Gilberto Echeverry Mejía Es el nombre de una promoción de Oficiales del Ejército de Colombia, graduados como Subtenientes de la Escuela Militar de Cadetes General José María Córdova del Ejército Nacional, el 30 de mayo de 2003.

- La Corporación Gilberto Echeverri y la Institución Educativa Gilberto Echeverri .